# Músculo vasto intermédio
O músculo vasto intermédio é um músculo da coxa.